# Lithocarpus calophyllus
Lithocarpus calophyllus är en bokväxtart som beskrevs av Woon Young Chun, Cheng Chiu Huang och Yong Tian Chang. Lithocarpus calophyllus ingår i släktet Lithocarpus och familjen bokväxter. Inga underarter finns listade.